# Morecambe Church Lads' Brigade at Drill
Morecambe Church Lads' Brigade at Drill je britský němý film z roku 1901. Režiséry jsou James Kenyon (1850–1925) a Sagar Mitchell (1866–1952). Film trvá zhruba dvě minuty. Natočen byl 3. července 1901 a premiéru měl ve stejný den ve Winter Gardens v Morecambe. Film byl populární a byl promítán i na jiných místech v severní Anglii.

## Děj
Film zachycuje cvičnou přehlídku Morecambe Church Lads' Brigade.